# Compact Disc Audio track
Uma faixa de CD de Áudio, ou um arquivo .CDA, é um formato de áudio. 
É pequeno (44 bytes) e é gerado automaticamente pelo Microsoft Windows para cada faixa em um CD de áudio. O arquivo contém informação de indexação para que os programas de reprodução de mídia executem ou copiem o disco. 
O nome do arquivo, embutido no disco, é dado no formato Track##.cda.

## Terminologia
Os aparelhos em geral, entre DVDs, tocadores de CDs em geral, usam o formato .CDA para leitura de áudio. Sendo assim, o ".CDA" é um formato universal para tocadores de CD. 
Quando gravamos um CD de áudio, muitos de nós pensamos que basta transformar a música para o formato WAV ou MP3 e gravar a mesma coisa no CD que vai rodar em um estéreo. Esta ideia é errada, pois geralmente é usado um compilador de gravação, como o AC3 Decoder, o RA2WAV, o TuneSpark CD Maker ou o TuneSpark CD Ripper. 
Estes programas de gravação possuem um algoritmo responsável para a transformação dos formatos WAV/MP3/OGG em .CDA. Existem programas atualmente que convertem MP3/OGG em CDA sem passar pelo formato WAV. Eles fazem a chamada conversão reversa.

## Reprodutores de .CDA
- Windows Media Player
- KMPlayer
- AIMP Player
- Winamp Player
- GOM Player
- Foobar2000
- jetAudio Basic
- XMPlay
- Kantaris Media Player
- Winyl
- Zune for Windows
- iTunes
- MusicMatch Jukebox